# Big Sky Airlines
Big Sky Airlines (укр. Біг Скай Ейрла́йнс) — колишня регіональна авіакомпанія Сполучених Штатів Америки, яка працювала на ринку авіаперевезень в період з 1978 по 2008 роки.
Штаб-квартира авіакомпанії розміщувалася в місті Біллінгс (Монтана), США, компанія повністю належала керуючої компанії Big Sky Transportation Company, яка в свою чергу була дочірнім підрозділом авіаційного холдингу MAIR Holdings.
Big Sky Airlines виконувала регулярні пасажирські рейси в 10 міст з Міжнародного аеропорту Біллінгс Логан і була найважливішим регіональним авіаперевізником в штаті Монтана, в ряді випадків будучи єдиним оператором місцевих аеропортів. Big Sky Airlines входила в список учасників Федеральної програми США Essential Air Service (EAS) щодо забезпечення повітряного сполучення між невеликими населеними пунктами країни.

## Історія
Авіакомпанія Big Sky Airlines була утворена в 1978 році і початку виконання комерційних рейсів 15 вересня 1978 року. Спочатку діяльність компанії обмежувалася кількома містами Центральної та Східної Монтани в рамках укладеного договору з іншим регіональним авіаперевізником Frontier Airlines. Даний партнерський договір був основним практично у всьому обсязі перевезень Big Sky Airlines, період розширення власної маршрутної мережі виявився згодом недовгим.
У жовтні 1998 року після банкрутства авіакомпанії Aspen Mountain Air Big Sky Airlines розгортала замінюють маршрути перевезень в рамках Федеральної програми США Essential Air Service і до грудня 1998 року повністю забезпечила перевезення EAS на напрямках збанкрутілої компанії Aspen Mountain Air. В кінці 2002 року Big Sky Airlines відкрила регулярний рейс між Айдахо-Фоллс (Айдахо) і Денвером (Колорадо), однак через три місяці закрив цей маршрут, оголосивши його неприбутковим.
На початку 2005 року керівництво Big Sky Airlines оголосило про заплановані зміни в маршрутній мережі компанії, що включає в себе припинення польотів у Північну Дакоту і заміну літаків Farchild Metro на турбогвинтові Beechcraft 1900, взяті в операційний лізинг у авіаційного холдингу Mesa Air Group.
У липні 2006 року Big Sky Airlines оголосило про припинення регулярних рейсів в Грейт-Фоллс (Монтана), Каліспелі (Монтана) і Spokane, а також про передачу одного літака Beechcraft 1900 в іншу регіональну авіакомпанію Флориди. З 1 вересня 2006 року було скасовано регулярний рейс у Мозес-Лейк (Вашингтон).
21 грудня 2006 року Big Sky Airlines уклала договір з магістральної авіакомпанія Delta Air Lines на виконання пасажирських перевезень Міжнародний аеропорт Бостона Логан вісьмома літаками Beechcraft 1900 під торговою маркою (брендом) Delta Connection. Партнерський договір діяв до 7 січня 2008 року.

### Закриття компанії
20 грудня 2007 року керівництво авіакомпанії Big Sky Airlines оголосила про припинення діяльності компанії в період від 60 до 90 днів. Головними причинами були завершення контракту з Delta Air Lines, рекордно високі ціни на авіаційне паливо, різке падіння доходів, а також незвичайно погана погода зими 2007/2008 року. Повітряний флот авіакомпанії був виставлений на аукціон і повернувся у власність холдингу MAIR Holdings, після чого 8 березня 2008 року Big Sky Airlines повністю припинила свою операційну діяльність.

## Напрямки польотів
Авіакомпанія здійснює регулярні рейси в наступні пункти призначення

### США

#### Колорадо
- Денвер — Міжнародний аеропорт Денвер

#### Айдахо
- Бойс — Аеропорт Бойс

#### Монтана
- Біллінгс — Міжнародний аеропорт Біллінгс Логан хаб
- Бойзман — Аеропорт Галлатін Філд
- Глазго — Аеропорт Глазго
- Глендайв — Аеропорт імені Доусона
- Грейт-Фоллс — Міжнародний аеропорт Грейт-Фоллс
- Гавр — Окружний аеропорт Гавр
- Хелена — Регіональний аеропорт Хелена
- Каліспелл — Міжнародний аеропорт Глесиер-Парк
- Льюістон — Муніципальний аеропорт Льюістон
- Майлз-Сіті — Муніципальний аеропорт Майлз-Сіті
- Міссула — Міжнародний аеропорт Міссула
- Сінді — Муніципальний аеропорт Сінді-Річленд
- Вольф-Пойнт — Аеропорт імені Л. М. Клейтона

#### Орегон
- Портленд — Міжнародний аеропорт Портленда

##### Вашингтон
- Мойзес-Лейк — Міжнародний аеропорт округу Грант
- Спокан — Міжнародний аеропорт Спокан

#### Вайомінг
- Шерідан — Аеропорт округу Шерідан

## Флот
Станом на січень 2008 року флот авіакомпанії складався з десяти літаків:

## Партнерські угоди
Big Sky Airlines працювала під код-шерінговими угодами з такими авіакомпаніями (у всіх договорах великі перевізники використовували свої номери маршрутів на рейсах Big Sky Airlines, але не навпаки):
- Alaska Airlines/Horizon Air
- Northwest Airlines
- US Airways